# Colegio San Andrés
El Colegio San Andrés de Lima, antes denominado anglo peruano, es un centro educativo peruano, fundado el 13 de junio de 1917 en Lima que lleva el nombre del santo patrono de Escocia: San Andrés, y cuya cruz (en la que murió torturado). Luego de su separación con la iglesia libre de Escocia, forma parte de la Asociación Educativa San Andrés Anglo Peruano (Aesaap).

## Historia
En 1917, el misionero evangélico y reconocido filósofo y teólogo escocés reverendo John A. Mackay -apasionado lector del misticismo español y en especial de Santa Teresa de Jesús, y del pensamiento cristiano y existencialista de Miguel de Unamuno- fundó la Escuela Anglo Peruana, en un local ubicado en la calle Cuzco, poco después se trasladó a Los Granados. El 12 de mayo de 1919, la escuelita se transformó en el Colegio Anglo-Peruano con secciones de Primaria y Secundaria y con un personal de siete profesores y doscientos setenta y un alumnos.
En 1920, se trasladó desde el local de la calle Los Granados a un local en La Plaza Francia.
En 1924, se fusionó con el Instituto Americano, suprimiendo la sección de niñas.
En 1926, gracias a la iniciativa de W. Stanley Rycroft y con el apoyo de Alberto Arca Parró, profesor del Anglo, nació la revista "Leader", órgano del Colegio Anglo-Peruano, que aspiraba ser el "vocero de la orientación educacional, capaz de unificar el esfuerzo de profesores y alumnos en la formación de una corriente de reinterpretación de los principios fundamentales de la enseñanza", como se menciona en el editorial de su primer número.
En 1930, se trasladó a un nuevo local, que actualmente ocupa, en la avenida Du Petit Thouars 179, a cuya inauguración asistió el presidente de la República, Augusto B. Leguía, figurando hasta hoy entre los mejores centros educativos de Lima.
Destacados intelectuales nacionales como Luis Alberto Sánchez, Jorge Leguía, Víctor Raúl Haya de la Torre, Raúl Porras Barrenechea, Estuardo Núñez Hague, Alfredo Bryce Echenique y Jorge Basadre Grohmann, así como experimentados profesores extranjeros Alexander Renwick, Leslie Cubill, Stanley Rycroft, Donald Mitchell y otros más que animaron desde su fundación el espíritu de este centro educativo cuyo afán de superación alcanza nuevos laureles en el campo de la enseñanza. Son parte importante de la historia de este colegio los profesores Arredondo, Bazán, Benavente, Escalante, Reátegui, Regal, Rondinel, Torrejón, Gonzáles Montolivo, Mariano Lint entre otros.
En 1933, se fundó el Instituto Bíblico, el DR. Alexander Renwick tuvo el papel de representar al auspiciador del colegio San Andrés La Iglesia Libre de Escocia.
En 1935 se dio a cabo la fundación de Los Houses.
En el año 1942, durante la Segunda Guerra Mundial, dándose cumplimiento al mandato señalado en la Resolución Ministerial N.º 3, expedido por el Ministerio de Educación Pública, se cambió el nombre de "Anglo-Peruano" por el de "San Andrés", con el que se le conoce en la actualmente.
Desde el año 1994 volvió a admitir niñas para el primer grado de Primaria, y en el 2004 egresó la primera promoción mixta.
| William Mackay
| 1961 - 1972
|-
| Alan Fraser
| 1973 - 1988
|-
| John MacPherson
|  1989 - 1991
|-
| Marcos Florit
| 1992 - 2002
Su actual superintendente es el Dr. César Morales quien es profesional en Teología del Seminario Evangélico de Lima, licenciado en Educación de la Universidad San Ignacio de Loyola, magíster en Teología de la Universidad Queen’s – Irlanda del Norte y doctor en Educación de la Universidad BIOLA EE. UU.
En la actualidad el Colegio San Andrés Anglo Peruano, es un Colegio Cambridge, con certificación internacional. Se encuentra en pleno proceso para ser un colegio bilingüe.

## Infraestructura
Las instalaciones de su local principal (ubicado en la zona residencial de Santa Beatriz en Lima) se han venido renovando paulatinamente. 
Actualmente cuenta con nuevos ambientes como el gimnasio (mini-coliseo), centro de cómputo para la Sección Primaria y Secundaria, área para el Departamento de Artes, uno especial para el departamento de Kindergarten, Biblioteca para Primaria y Secundaria, lugar de comedor para el alumnado, juego de tenis de mesa (ping-pong), un auditorio para las asambleas diarias y un patio amplio para los descansos.

## Exalumnos
De sus aulas han egresado destacados hombres que han contribuido a la política, la ciencia, la música, las letras, las artes, la industria, el comercio, en definitiva: al desarrollo cultural, económico y político del Perú. Entre las personalidades que destacan podemos citar a:
- Luis Alva (tenor)
- Carlos Araníbar (historiador)
- Alberto Arca Parró (político, jurista y economista)
- Daniel Alberto De Rossi Fattaccioli (DERMATOPATOLOGIA cosmética& Catedrático investigación DERMATOLOGICA Universidad KIREI Monterrey México)
- Jose Carlos Cano Delgado (Ingeniero Civil y catedrático de la Universidad Nacional Agraria La Molina)
- Alejandro Bisetti Vanderghem (compositor)
- Juan Javier Bolaños (médico y escritor)
- Daniel Mathews Carmelino (doctor en literatura e investigador literario)
- Francisco Carrillo Espejo (escritor)
- Julio Cotler (sociólogo, antropólogo y politólogo peruano)
- Percy Cayo (historiador)
- Carlos Cueto Fernandini (filósofo, exdirector de la Biblioteca Nacional del Perú y dos veces ministro de Educación)
- Enrique del Solar Cáceda (biólogo marino)
- Washington Delgado (poeta y maestro universitario)
- Marco Aurelio Denegri (intelectual)
- Efraín Goldenberg Schreiber (ex primer ministro y canciller)
- Gustavo Gorriti (periodista)
- Humberto Lay (político y pastor evangélico)
- Pedro Granados Agüero (escritor)
- Nicolás Lindley López (expresidente de la junta militar del Perú, expresidente del Consejo de Ministros del Perú y expresidente del Perú [de facto])
- Rubén Marruffo (periodista deportivo)
- Manuel A. Mego (Ingeniero Mecánico y Profesor de Mathemácas)
- Gustavo Mohme Llona (exsenador, excongresista y fundador del diario La República)
- Eduardo Moll (artista plástico)
- Martín Moratillo (artista plástico)
- Gustavo Paz-Pujalt (físico químico e inventor peruano-norteamericano)
- Dante Peñaloza Ramella (médico)
- Mijail Quispe Sandoval (diplomático)
- Rulli Rendo (cantante y compositor)
- Walter Peñaloza (filósofo)
- José Sabogal Wiesse (ingeniero y sociólogo)
- Francisco Stastny (historiador del arte y fundador del Museo de Arte (UNMSM))
- Augusto Salazar Bondy (filósofo)
- Alfredo Salazar Southwell (héroe de la aviación peruana)
- Sofocleto (escritor, periodista, comentarista deportivo, político, humorista gráfico y poeta)
- Francisco Stastny (historiador de arte)
- Santiago Stucchi Portocarrero (psiquiatra e historiador)
- Luis Antonio Meza (compositor)
- Alfonso Tealdo Simi (periodista)
- Eduardo Tokeshi (artista plástico)
- Carlos Vallejos Sologuren (médico y político)
- Juan Vicente Ugarte del Pino (historiador y jurista)
- Matias Percy Rojas Puma (filósofo y científico)
- César Vásquez Bazán (exministro de Economía)
- Franco Villanueva Gómez (Arquitecto)
- Esteban Alban (Ingeniero de grabación)
- Humberto Vargas (exfutbolista profesional)

### Asociación de exalumnos
Los exalumnos se agrupan en la llamada Old Boys Association cuya reunión anual se lleva a cabo en la fecha del aniversario de fundación del colegio a las 19:00 horas. A su vez, a partir del 2004, con la primera promoción de mujeres, nacieron las Young Girls.

### Socio Fundador de ADCA
El Colegio San Andrés Anglo Peruano es socio fundador de la Asociación de Colegios Privados de Asociaciones Culturales ADCA. Dentro de esta importante asociación figuran los colegios: Newton, Markham, Roosevelt, Pestalozzi, León Pinelo, San Silvestre, Humboldt, Antonio Raimondi, Lincoln, Weberbauer, Franco Peruano, entre otros, con quienes compite en las áreas artísticas y deportivas.

## Exeducadores
- Manuel Beltroy Vera (escritor)
- Alfredo Bryce Echenique (escritor)
- Estuardo Núñez Hague (historiador, escritor y crítico literario)
- Raúl Porras Barrenechea (historiador)
- Augusto Salazar Bondy (filósofo)
- Víctor Raúl Haya de la Torre (político)